# Solène Jambaqué
Solène Jambaqué (Tolosa, 14 aprile 1988) è una sciatrice alpina francese, due volte campionessa paralimpica.

## Biografia
È nata con emiplegia sul lato destro, ha una capacità muscolare inferiore, di conseguenza gareggia nella categoria LW9-2, atleti con una gamma di movimento ridotta. Ha imparato a sciare presso lo Ski Club de Peyragudes all'età di sei anni. Nella nazionale francese ha avuto come allenatori Stephan Sazio e Michael Carriere. È appassionata di badminton, arrampicata e cultura latina e risiede a Saint-Mamet.

## Carriera
Ha partecipato alle Paralimpiadi Invernali del 2006 a Torino, dove ha vinto una medaglia d'oro nel super-G e discesa libera, una medaglia d'argento in slalom, e una medaglia di bronzo nello slalom gigante, in piedi. È stata la più giovane concorrente francese ai della competizione.
Data la sua disabilità, a marzo 2009 ha subito una terza operazione al ginocchio destro, fatto che per sette mesi le ha impedito di gareggiare.
Ha gareggiato alle Paralimpiadi Invernali 2010 a Vancouver, Canada, dove ha vinto una medaglia d'argento nella discesa Libera e nella super combinata, in piedi. Al 6º posto nello slalom gigante, al 4° nel super-G e 8° nello slalom, tutti in piedi.

## Palmarès

### Paralimpiadi
- 8 medaglie:
  - 2 ori (supergigante e discesa libera in piedi a Torino 2006)
  - 4 argenti (slalom in piedi a Torino 2006; discesa libera e super combinata in piedi a Vancouver 2010; supergigante in piedi a Soči 2014)
  - 2 bronzi (slalom gigante in piedi e supergigante a Torino 2006; slalom gigante in piedi a Soči 2014)

### Mondiali
- 2 medaglie:
  - 1 argento (supergigante in piedi a La Molina 2013)
  - 1 bronzo (discesa libera in piedi a La Molina 2013)